# Gonomyia ambiens
Gonomyia ambiens är en tvåvingeart som beskrevs av Alexander 1950. Gonomyia ambiens ingår i släktet Gonomyia och familjen småharkrankar. Inga underarter finns listade i Catalogue of Life.